# فولتا مايوركا 2021
فولتا مايوركا 2021 (بالإسبانية: Challenge Ciclista a Mallorca 2021)‏ هو سباق دراجات هوائية، وهو الموسم رقم 30 من فولتا مايوركا، وأقيم خلال الفترة 13 مايو 2021، وحتى 16 مايو 2021، وامتدّ لمسافة 620 كيلومتر ضمن سباقات طواف أوروبا للدراجات 2021.

## الفرق
| فرق عالمية (6)- Cofidis - Movistar Team - Intermarché-Wanty-Gobert Matériaux - Israel Start-Up Nation - Qhubeka Assos - UAE Team Emirates فرق برو (10)- 2021 بي آند بي هوتيلز ‏ - Bardiani CSF Faizanè - برجس بي إتش 2021 ‏ - كاجا رورال-سيغوروس 2021 ‏ - كيرن فارما 2021 ‏ - أوسكالتيل أوسكادي 2021 ‏ - غازبروم روسفيلو 2021 ‏ - Rally Cycling - سبورت فلاندرين بالويس 2021 ‏ - Arkéa-Samsic فرق قارية (6)- إلكترو هايبر يوروبا 2021 ‏ - جيوس كيوي أتلانتيكو 2021 ‏ - Leopard TOGT Pro Cycling ‏ - مالوجا بوشبيكرز 2021 ‏ - دونر أكون 2021 ‏ - بايك أيد 2021 ‏ فرق وطنية (2)- فريق سويسرا لركوب الدراجات 2021 ‏ - فريق المملكة المتحدة لركوب الدراجات للرجال 2021 ‏ |  |
| |  |

## النتيجة
| 13 مايو | تروفيو كالفيا             | 1.1 ‏ | ريان جيبونز   | أنتوني ديلابلاسي   | Rune Herregodts ‏  |
| 14 مايو | تروفيو سيرا دي ترامونتانا | 1.1 ‏ | خيسوس هييرادة | Jonathan Lastra ‏   | هيكتور كاريتيرو   |
| 15 مايو | تروفيو بولينسا-أندراتكس ‏  | 1.1 ‏ | وينر أنكونا   | فيجارد ستيك لاينجن | Mikel Iturria ‏    |
| 16 مايو | تروفيو بالما              | 1.1 ‏ | أندريه جريبيل | ألكسندر كريستوف    | Christophe Noppe ‏ |

## وصلات خارجية
- الموقع الرسمي
- لمحة عن سباق فولتا مايوركا 2021 على موقع  ProCyclingStats   (برو  سايكلنج  ستاتس) - إحصاءات  محترفي  الدراجات.
- فولتا مايوركا 2021 على موقع إحصائيات الدراجات الإحترافية (الإنجليزية)